# Kolpez kolpe
Kolpez kolpe (que en castellano quiere decir «Golpe a golpe») es el tercer álbum de estudio del grupo de rock vasco Kortatu. El álbum fue grabado en los Estudios IZ de Kaki Arkarazo (entonces guitarrista de M-ak). En esta ocasión todas las canciones estaban en euskera, lengua que Fermin e Iñigo tenían recién aprendida. Por ello, para muchas letras contaron con la colaboración de Mikel Antza y Josu Landa.
Los ritmos festivos de los dos primeros álbumes desaparecen ya por completo (excepto en la satírica «Platinozko sudurrak», donde juegan con el mestizaje rock-folclore vasco), la manera de cantar de Fermin recuerda a como lo hará en Negu Gorriak (el hip hop ya está presente en los hermanos Muguruza) y los riffs de guitarra son más secos y duros, similares también a como suenan en Negu Gorriak. Se produce una evolución sonora dando una mayor fuerza al sonido, incluyendo algunas influencias del soul, e incorporando una sección de metales en algunos temas.

## Lista de canciones
1. «After-Boltxebike» («After-Bolchevique»)
2. «Etxerat!» («¡A casa!»)
3. «Gernika 37-87»
4. «Denboraren menpe» («Subordinado del tiempo»)
5. «A.E.K.'ko beteranoak» («Los veteranos de A.E.K.»)
6. «Kolpez kolpe» («Golpe a golpe»)
7. «Oker nago» («Estoy confundido»)
8. «Ehun ginen» («Éramos cien»)
9. «Platinozko sudurrak» («Narices de platino»)
10. «Makurtu gabe» («Sin rendirse»)

Todas las canciones compuestas por Fermin Muguruza e Iñigo Muguruza, excepto «Ehun ginen», que es una versión de M-ak y Etxerat! en que la introducción es del tema de The Redskins, Unionize.
Todas las letras de Fermin e Iñigo, excepto:
- «Etxerat!» y «Platinozko sudurrak», de Fermin Muguruza y Mikel Antza.
- «Kolpez kolpe», de Josu Landa.
- «Ehun ginen» y «Makurtu gabe», de Mikel Antza.

## Personal
- Fermin Muguruza: guitarra y voz.
- Iñigo Muguruza: bajo y voz.
- Treku Armendáriz: batería

### Otros músicos
- Yul (de RIP): guitarra en «Makurtu gabe».
- Mikel Laboa: voz en «Ehun ginen».
- Jabier Muguruza: acordeón en «Platinozko Sudurrak».
- Mikel Valkarlos: trompeta en «Etxerat!», «Kolpez kolpe», «Oker nago» y «Platinozko sudurrak».
- Javi Silguero: trompeta en «Etxerat!», «Kolpez kolpe», «Oker nago» y «Platinozko sudurrak».
- Josetxo Silguero: saxofón en «Etxerat!», «Kolpez kolpe», «Oker nago» y «Platinozko sudurrak».
- Juan Antonio Díez: trombón en «Etxerat!», «Kolpez kolpe», «Oker nago» y «Platinozko sudurrak».
- Ainhoa Fraile: pandero.
- Idoia Fralie: trikitixa.

## Personal técnico
- Kaki Arkarazo: producción y técnico de sonido.
- Kortatu: diseño de carpeta y encarte.
- El sonido de motor acelerando de «Denboraren mempe» se grabó con la motocicleta de Pello.